# Штельб, Карл Карлович
Карл Карлович Штельб (1821—1894) — архитектор, академик и профессор архитектуры Императорской Академии художеств.

## Биография
Родился в семье митавского мещанина, ювелира. Первоначальное образование получил в Петропавловском училище, по окончании которого (1837) поступил своекоштным учеником в Императорскую Академию художеств по специальности архитектурного искусства. Во время прохождения курса получил несколько наград Академии: малая серебряная медаль (1841) за архитектурную композицию, большая серебряная медаль (1844) также за архитектурную композицию, «отличная похвала» (1848) за «проект колокольни», малая золотая медаль (1847). Получил от Академии художеств звание классного художника с правом на чин XIV класса (1847). В 1850 году подал проект «публичного гульбища» на соискание большой золотой медали. Работа была признана достойной искомой награды и Штельб вместе с тем получил право на поездку за границу на казенный счет. Выехал за границу, как пенсионер Академии художеств (1852). Писал в Академию, что объехал всю Северную Германию, Богемию, Ломбард-Венето её Тоскану, осмотрел все достопримечательные памятники архитектурного искусства и составляет архитектурные альбомы, которые надеется представить в Академию. Штельб пробыл за границей шесть лет. По возвращении в Россию представил свои работы Совету Академии художеств и был признан академиком (1858). Получил звание профессора архитектуры (1863) за представленный «проект национального русского музея».
Основные работы в Петербурге: особняк Балашовых (1868, изменение фасада), особняк В. Н. Спасского (1871—1872, перестройка), построил несколько доходных домов (1860—1870-е).
Известные проекты:
- Доходный дом — левая часть. Большой пр. ПС, 31 (1861)[6]
- Особняк Балашовых (изменение фасада). Кутузова наб., 18 (1868)
- Особняк В. Н. Спасского (перестройка). Чайковского ул., 6 (1871—1872)[7]
- Доходный дом (перестройка и расширение). Чайковского ул., 36 (1873)[8]